# Tăng Thanh Hà
Tăng Thị Thanh Hà (sinh ngày 24 tháng 10 năm 1986 tại Tiền Giang), thường được biết đến với nghệ danh Tăng Thanh Hà, là một nữ diễn viên kiêm người mẫu người Việt Nam. Cô được khán giả biết đến rộng rãi qua vai diễn Trúc trong phim Bỗng dưng muốn khóc. Với lối diễn thần thải cũng như toát lên nhiều cung bậc cảm xúc, cô từng được mệnh danh là "ngọc nữ điện ảnh" của Việt Nam.

## Tiểu sử
Cô tên đầy đủ là Tăng Thị Thanh Hà, sinh ngày 24 tháng 10 năm 1986 tại Gò Công, Tiền Giang trong một gia đình gốc Hoa. Gia đình cô có 5 anh chị em (2 trai, 3 gái), cô là áp út. Khi cô đang học lớp 6, gia đình gặp thất bại trong làm ăn phải bán nhà để trả nợ, mẹ của cô buộc phải thay thế cha trong vai trò trụ cột gia đình và cô phải theo phụ mẹ kiếm sống. Khi được 11 tuổi, Hà luôn phải thức dậy từ sớm để phụ mẹ mình làm cơm và giao cho khách hàng; nhưng cũng trong thời gian này, mẹ của Thanh Hà giới thiệu cô vào con đường nghệ thuật bằng cách đưa cô vào học kịch nghệ ở Idecaf vào mỗi tối.

## Sự nghiệp
Khi cô được 16 tuổi, cô được đạo diễn Lưu Trọng Ninh mời đóng vai Trang trong phim Dốc tình. Tuy vai diễn này được đánh giá là không nổi bật lắm nhưng từ đó, Thanh Hà đã được giới nghệ thuật chú ý. Sau phim Dốc tình, cô được mời đóng tiếp vai Mộng Cầm trong phim Hàn Mặc Tử, và vai diễn này đã được coi là một thành công. Rồi sau đó cô đóng tiếp phim Hương phù sa với vai Út Nhỏ và một loạt quảng cáo khác. Với những thành công nhất định trong sự nghiệp của mình, cô được trao giải Nữ diễn viên được yêu thích nhất của HTV năm 2006; sau đó Thanh Hà đột ngột sang Singapore du học Cao đẳng ngành Quản lý khách sạn khi cô đang trở nên nổi tiếng ở cả màn ảnh nhỏ lẫn sân khấu.
Đến năm 2007, cô trở về Việt Nam và được chọn vào đóng vai Trúc trong phim truyền hình Bỗng dưng muốn khóc. Đến năm 2008 cô tiếp tục được mời vào đóng phim Đẹp từng centimet. Cuối năm 2009 đầu 2010, cô được đạo diễn Nguyễn Phan Quang Bình mời tham gia phim Cánh đồng bất tận chuyển thể từ tiểu thuyết cùng tên của nhà văn Nguyễn Ngọc Tư. Sau đó cô được mời tham gia bộ phim Mỹ Nhân Kế năm 2013 khởi chiếu tại rạp.
Năm 2012, Tăng Thanh Hà gác lại sự nghiệp diễn xuất và lập gia đình với doanh nhân Louis Nguyễn. Cô có ba con (2 trai và 1 gái).

## Các phim đã tham gia

Tăng Thanh Hà (ngoài cùng bên phải) bên cạnh các nghệ sĩ khác.

### Truyền hình
| Năm  | Tựa phim            | Kênh | Vai diễn  | Đóng với              |
| ---- | ------------------- | ---- | --------- | --------------------- |
| 2004 | Dốc tình            | HTV9 | Trang     |                       |
| 2004 | Hàn Mặc Tử          | HTV7 | Mộng Cầm  | Lê Văn Anh            |
| 2005 | Hương phù sa        | HTV9 | Út Nhỏ    | Trương Minh Quốc Thái |
| 2008 | Cô gái xấu xí       | VTV3 | Khánh Hà  | khách mời tập cuối    |
| 2008 | Bỗng dưng muốn khóc | VTV1 | Trúc      | Lương Mạnh Hải        |
| 2009 | Ngôi nhà hạnh phúc  | VTV3 | Khách mời |                       |

### Điện ảnh
| Năm  | Tựa phim          | Vai diễn | Đóng với                                           |
| ---- | ----------------- | -------- | -------------------------------------------------- |
| 2009 | Đẹp từng centimet | Ngô Đồng | Lương Mạnh Hải                                     |
| 2010 | Cánh đồng bất tận | Vợ Út Võ | Dustin Nguyễn, Đỗ Thị Hải Yến, Ninh Dương Lan Ngọc |
| 2013 | Mỹ nhân kế        | Linh Lan | Thanh Hằng, Ngọc Quyên, Diễm My 9x                 |

### Đóng MV
| Năm  | Tựa                   | Ca sĩ          |
| ---- | --------------------- | -------------- |
| 2004 | Kỷ niệm bỏ quên       | Ưng Hoàng Phúc |
| 2004 | Vì sao trong lòng tôi | Ưng Hoàng Phúc |

### Kịch
- Người phố Hoa
- Ngày xửa ngày xưa 4: Hoàng tử Sọ Dừa

## Một số nhận xét
| “                | "Không hiểu sao ở Việt Nam lại có một cô diễn viên trẻ trung, tươi tắn và tự nhiên đến thế! Lần đầu tiên gặp Tăng Thanh Hà trong vai diễn Diễm Trúc với phim "Bỗng dưng muốn khóc", tôi thật ngạc nhiên vì cô ấy có một vẻ đẹp tự nhiên và hết sức Việt Nam. Trông cô ấy thật xinh xắn trong chiếc áo dài trắng. Cô ấy đẹp quá!" | ” |
| — Lương Mạnh Hải | |   |

## Giải thưởng
- Giải nữ diễn viên chính xuất sắc 2006 của Đài truyền hình HTV (HTV Awards)[6]
- Nghệ sĩ ăn mặc ấn tượng nhất năm 2008 do tạp chí Mốt Việt Nam bình chọn
- Nữ diễn viên được khán giả truyền hình yêu thích nhất, Lễ trao giải – giao lưu cuộc bình chọn phim truyền hình được yêu thích nhất năm 2008-2009 (vai Trúc, phim Bỗng dưng muốn khóc)

## Gương mặt đại diện
- Ngày 10 tháng 6 năm 2009, cô là người đầu tiên tại Việt Nam sở hữu chiếc ô tô Audi A6, đồng thời trở thành đại sứ cho hãng Audi tại Việt Nam[13]
- Ngày 22/11/2009, trở thành đại sứ thương hiệu Malata tại Việt Nam
- Cô là đại sứ thương hiệu cho Toshiba tại Việt Nam[14]

## Đời tư
Tăng Thanh Hà thừa nhận từng có thời gian cặp đôi với thiếu gia Cường đô la. Mối tình này khiến dư luận đặt ra nghi vấn là cô yêu Cường đô la là vì tiền nhưng cô bác bỏ hoặc tỏ ra không cần quan tâm. Về sau, hai người chia tay, cô nói rằng mình "phát cáu" khi nghe hỏi tới chuyện tình cũ với chàng "công tử nhà giàu".
Tháng 11 năm 2012, cô chính thức lập gia đình với một doanh nhân người Philippines gốc Việt là Louis Nguyễn, sau khi đã chính thức xuất hiện bên nhau từ năm 2009.
Ngày 17 tháng 4 năm 2015, cô hạ sinh con trai đầu lòng. Ngày 18/3/2017, cô hạ sinh thêm con gái. Ngày 13 tháng 12 năm 2021, cô cùng gia đình nhỏ chào đón thành viên mới là một cậu con trai.